# Бекмюнде
Бекмюнде (нем. Bekmünde) — община в Германии, в земле Шлезвиг-Гольштейн. 
Входит в состав района Штайнбург. Подчиняется управлению Итцехё-Ланд.  Население составляет 168 человек (на 31 декабря 2010 года). Занимает площадь 2,9 км².